# 올림픽 과테말라 선수단
올림픽 과테말라 선수단은 과테말라 대표로 올림픽에 참가하는 선수단이다. 
과테말라는 1952년 올림픽에 처음 참가했지만 이후 3번의 올림피아드에 참가하지 못했다. 과테말라는 1968년부터 매년 하계 올림픽에 선수단을 파견해 왔다. 과테말라는 1988년에 한 번 동계 올림픽에 참가했다.
과테말라는 2012년 하계 올림픽에서 에리크 바론도가 남자 20km 경보에서 2위를 차지하면서 첫 올림픽 출전 이후 60년 만에 첫 올림픽 메달을 획득했다. 과테말라는 2024년 하계 올림픽에서 사상 첫 금메달을 획득했다.
과테말라 국가 올림픽 위원회(NOC)는 1947년에 창설되었고 같은 해 국제 올림픽 위원회(IOC)의 승인을 받았다.
2023년 중반, 과테말라는 '국내 법적 분쟁'으로 인해 IOC에 의해 출전 정지 처분을 받았다. 이는 과테말라 선수들이 2024년 하계 올림픽에 자국 국기로 출전하지 못하게 된다는 의미이다.
2024년 3월 19일, IOC EB는 과테말라 NOC 정지를 잠정 해제했다.

## 대회별 메달 집계
주최국
| 경기                  | 선수        | 금메달 | 은메달 | 동메달 | 합계 | 순위 |
| --------------------- | ----------- | ------ | ------ | ------ | ---- | ---- |
| 1896년 아테네         | 불참        | 불참   | 불참   | 불참   | 불참 | 불참 |
| 1900년 파리           | 불참        | 불참   | 불참   | 불참   | 불참 | 불참 |
| 1904년 세인트루이스   | 불참        | 불참   | 불참   | 불참   | 불참 | 불참 |
| 영국                  | 불참        | 불참   | 불참   | 불참   | 불참 | 불참 |
| 1912년 스톡홀름       | 불참        | 불참   | 불참   | 불참   | 불참 | 불참 |
| 1920년 안트베르펜     | 불참        | 불참   | 불참   | 불참   | 불참 | 불참 |
| 1924년 파리           | 불참        | 불참   | 불참   | 불참   | 불참 | 불참 |
| 1928년 암스테르담     | 불참        | 불참   | 불참   | 불참   | 불참 | 불참 |
| 1932년 로스앤젤레스   | 불참        | 불참   | 불참   | 불참   | 불참 | 불참 |
| 1936년 베를린         | 불참        | 불참   | 불참   | 불참   | 불참 | 불참 |
| 1948년 런던           | 불참        | 불참   | 불참   | 불참   | 불참 | 불참 |
| 1952년 헬싱키         | 21          | 0      | 0      | 0      | 0    | –    |
| 1956년 멜버른         | 불참        |        |        |        |      |      |
| 1960년 로마           | 불참        |        |        |        |      |      |
| 1964년 도쿄           | 불참        |        |        |        |      |      |
| 1968년 멕시코시티     | 48          | 0      | 0      | 0      | 0    | –    |
| 1972년 뮌헨           | 8           | 0      | 0      | 0      | 0    | –    |
| 1976년 몬트리올       | 29          | 0      | 0      | 0      | 0    | –    |
| 1980년 모스크바       | 불참        | 불참   | 불참   | 불참   | 불참 | 불참 |
| 1984년 로스앤젤레스   | 24          | 0      | 0      | 0      | 0    | –    |
| 1988년 서울           | 30          | 0      | 0      | 0      | 0    | -    |
| 1992년 바르셀로나     | 14          | 0      | 0      | 0      | 0    | -    |
| 1996년 애틀랜타       | 26          | 0      | 0      | 0      | 0    | -    |
| 2000년 시드니         | 15          | 0      | 0      | 0      | 0    | –    |
| 2004년 아테네         | 18          | 0      | 0      | 0      | 0    | –    |
| 2008년 베이징         | 12          | 0      | 0      | 0      | 0    | –    |
| 2012년 런던           | 19          | 0      | 1      | 0      | 1    | 69   |
| 2016년 리우데자네이루 | 21          | 0      | 0      | 0      | 0    | –    |
| 2020년 도쿄           | 24          | 0      | 0      | 0      | 0    | –    |
| 2024년 파리           | 미래 이벤트 |        |        |        |      |      |
| 2028년 로스앤젤레스   | 미래 이벤트 |        |        |        |      |      |
| 2032년 브리즈번       | 미래 이벤트 |        |        |        |      |      |
| 합계                  | 합계        | 0      | 1      | 0      | 1    | 132  |

### 동계 올림픽 메달 집계
| 경기                                                 | 선수        | 금메달      | 은메달      | 동메달      | 합계        | 순위        |
| ---------------------------------------------------- | ----------- | ----------- | ----------- | ----------- | ----------- | ----------- |
| 1924년 샤모니                                        | 불참        | 불참        | 불참        | 불참        | 불참        | 불참        |
| 1928년 장크트모리츠                                  | 불참        | 불참        | 불참        | 불참        | 불참        | 불참        |
| 1932년 레이크플래시드                                | 불참        | 불참        | 불참        | 불참        | 불참        | 불참        |
| 틀:나라자료 Nazi Germany 1936년 가르미슈파르텐키르헨 | 불참        | 불참        | 불참        | 불참        | 불참        | 불참        |
| 1948년 장크트모리츠                                  | 불참        | 불참        | 불참        | 불참        | 불참        | 불참        |
| 1952년 오슬로                                        | 불참        | 불참        | 불참        | 불참        | 불참        | 불참        |
| 1956년 코르티나담페초                                | 불참        | 불참        | 불참        | 불참        | 불참        | 불참        |
| 1960년 스쿼밸리                                      | 불참        | 불참        | 불참        | 불참        | 불참        | 불참        |
| 1964년 인스부르크                                    | 불참        | 불참        | 불참        | 불참        | 불참        | 불참        |
| 1968년 그르노블                                      | 불참        | 불참        | 불참        | 불참        | 불참        | 불참        |
| 1972년 삿포로                                        | 불참        | 불참        | 불참        | 불참        | 불참        | 불참        |
| 1976년 인스부르크                                    | 불참        | 불참        | 불참        | 불참        | 불참        | 불참        |
| 1980년 레이크플래시드                                | 불참        | 불참        | 불참        | 불참        | 불참        | 불참        |
| 1984년 사라예보                                      | 불참        | 불참        | 불참        | 불참        | 불참        | 불참        |
| 1988년 캘거리                                        | 6           | 0           | 0           | 0           | 0           | –           |
| 1992년 알베르빌                                      | 불참        |             |             |             |             |             |
| 1994년 릴레함메르                                    | 불참        |             |             |             |             |             |
| 1998년 나가노                                        | 불참        |             |             |             |             |             |
| 2002년 솔트레이크시티                                | 불참        |             |             |             |             |             |
| 2006년 토리노                                        | 불참        |             |             |             |             |             |
| 2010년 밴쿠버                                        | 불참        |             |             |             |             |             |
| 2014년 소치                                          | 불참        |             |             |             |             |             |
| 2018년 평창                                          | 불참        |             |             |             |             |             |
| 2022년 베이징                                        | 불참        |             |             |             |             |             |
| 2026년 밀라노-코르티나담페초                         | 미래 이벤트 | 미래 이벤트 | 미래 이벤트 | 미래 이벤트 | 미래 이벤트 | 미래 이벤트 |
| 합계                                                 | 합계        | 0           | 0           | 0           | 0           | –           |

### 종목별 메달
| 종목       | 금 | 은 | 동 | 합계 |
| ---------- | -- | -- | -- | ---- |
| 육상       | 0  | 1  | 0  | 1    |
| 합계 (1개) | 0  | 1  | 0  | 1    |

## 종목별 메달 집계
| 경기 | 금 | 은 | 동 | 합계 | 순위 |
| ---- | -- | -- | -- | ---- | ---- |
| 육상 | 0  | 1  | 0  | 1    | 84   |
| 합계 | 0  | 1  | 0  | 1    | 127  |

## 같이 보기
- 분류:과테말라의 올림픽 참가 선수
- 동계 올림픽에 참가한 열대 국가